# Godofredo Plantagenet
Godofredo, arzobispo de York (c.1152-diciembre de 1212) era hijo ilegítimo de Enrique II de Inglaterra y de su amante Ykenai, aunque algunas leyendas afirmaban erróneamente que su madre era Rosamunda Clifford, la amante más conocida de Enrique.

## Biografía
Hijo ilegítimo de Enrique II de Inglaterra y de su amante Ykenai, se distinguió de sus hermanastros legítimos por su gran fidelidad a su padre.
Fue hecho obispo de Lincoln cuando tenía 21 años (1173) pero nunca fue consagrado y dimitió en 1182. Se convirtió en canciller de Enrique en 1181, obteniendo grandes y lucrativos beneficios gracias al pluralismo beneficiario, que era normalmente contrario a la ley canónica. En 1189, Ricardo Corazón de León lo nombró arzobispo de York, pero no fue consagrado hasta 1191.
El carácter de Godofredo era fuerte y variable. Su historia está plagada de peleas: con el obispado de Canterbury, con el canciller Guillermo Longchamp, con sus hermanastros Ricardo y Juan, y sobre todo con sus canónigos de York. Dejó el clero al rehusar pagar impuesto a su hermano Juan I de Inglaterra y fue obligado a escapar del reino en 1207.
Murió en Normandía en diciembre de 1212.